# Gazagazade
Gazagazade est un village du Cameroun situé dans le département du Djérem et la Région de l'Adamaoua. Il fait partie de la commune de Ngaoundal.

## Population
Lors du recensement de 2005, le village était habité par 790 personnes, 385 de sexe masculin et 405 de sexe féminin.